# عباس محمد المطاع
عباس محمد المطاع هو شاعر وأديب يمني. ولد عام 1928م في مدينة مناخة في محافظة صنعاء. تلقى تعليمه في صنعاء والتحق بالمدرسة العلمية، ولم يكمل تعليمه بعد زج والده في السجن. ظهرت مواهبه الشعرية في وقت مبكر. حصل على منحة دراسية إلى مصر بعد أن أُفرج عن والده. شارك في النضال ضد حكم الأئمة في شمال اليمن عبر أشعاره الوطنية والحماسية، أبدع كذلك في القصائد الاجتماعية. صدرت أعماله بعد موته، وأهم ما صدر له ديوان «صوت الوطن» وآخر «اشواك وأشواق».
شاركَ في العديد من المهرجانات الأدبية ممثلاً لليمن، ومن ذلك: مهرجان (المربد) في العراق، والأسبوع الثقافي اليمني في ليبيا، عام 1407هـ/1987م، كما شارك في عدد من المهرجانات الأدبية في مصر أيام دراسته هناك، وقد غنى له عدد من الفنانين اليمنيين.

## مؤلفات
1. (أشواق وأشواك) ديوان شعر مطبوع سنة 1414هـ/1994م.
2. (صوت الوطن) ديوان شعر مطبوع.
3. (أغاريد من صنعاء) ديوان شعر مخطوط.